# Municipio de York (condado de Van Wert)
El municipio de York (en inglés: York Township) es un municipio ubicado en el condado de Van Wert en el estado estadounidense de Ohio. En el año 2010 tenía una población de 728 habitantes y una densidad poblacional de 7,72 personas por km².

## Geografía
El municipio de York se encuentra ubicado en las coordenadas 40°46′24″N 84°30′38″O / 40.77333, -84.51056. Según la Oficina del Censo de los Estados Unidos, el municipio tiene una superficie total de 94.26 km², de la cual 94,13 km² corresponden a tierra firme y (0,14 %) 0,13 km² es agua.

## Demografía
Según el censo de 2010, había 728 personas residiendo en el municipio de York. La densidad de población era de 7,72 hab./km². De los 728 habitantes, el municipio de York estaba compuesto por el 99,59 % blancos, el 0,14 % eran afroamericanos, el 0,14 % eran asiáticos y el 0,14 % eran de una mezcla de razas. Del total de la población el 0,14 % eran hispanos o latinos de cualquier raza.